# Orvar Löfgren
Orvar Löfgren, född 1943, är en svensk professor emeritus i etnologi vid Lunds universitet.
Löfgren blev filosofie doktor i etnologi 1978 på avhandlingen Fångstmän i industrisamhället. Han var professor i europeisk etnologi vid Lunds universitet 1991–2008 samt gästprofessor vid University of California, Santa Cruz, 1983, 1986 och 1997.

## Verk
Löfgren tillförde den etnologiska forskningen en vidgad syn på källmaterial. Han har särskilt studerat vardagliga förhållanden inom områden som gällt konsumtion, fritid, resande, turism, upplevelseindustri och gränsöverskridande, transnationell, verksamhet till exempel i Öresundsregionen i samband med Öresundsbron, liksom frågor om nationella identiteter.

## Utmärkelser, ledamotskap och priser
- Ledamot av Kungl. Vitterhetsakademien (LHA)
- Ledamot av Vetenskapssocieteten i Lund (LVSL, 1981)[3]
- Ledamot av Finska Vetenskaps-Societeten (1995)[4]
- Gösta Berg-medaljen (2008)
- Hedersdoktor vid Köpenhamns universitet 2008